# Papiro 74

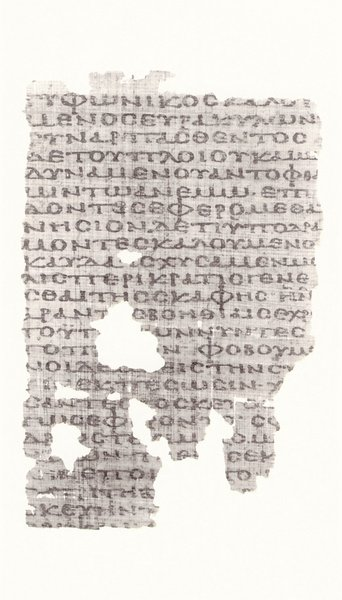
P074-Hechos-27.14-21-VII

Papiro 74 (en la numeración Gregory-Aland), designado como {\displaystyle {\mathfrak {P}}}74, es una copia del Nuevo Testamento en griego. Es un manuscrito papiro del los Hechos de los Apóstoles y las Epístolas católicas con lacunae. Los manuscritos paleográficamente han sido asignados al siglo VII. 

## Descripción
Contenido
Los textos sobrevivientes son los versículos: 
Hechos 1:2-28:31 †; Santiago 1:1-5:20 †; 1 Pedro 1:1-2,7-8,13,19-20,25; 2:6-7,11-12,18,24; 3:4-5; 2 Pedro 2:21; 3:4,11,16; 1 Juan 1:1,6; 2:1-2,7,13-14,18-19,25-26; 3:1-2,8,14,19-20; 4:1,6-7,12,18-19; 5:3-4,9-10,17; 2 Juan 1,6-7,13; 3 Juan 6,12; Judas 3,7,11-12,16,24.
Texto
A pesar de la fecha tardía, es un manuscrito importante y un excelente testimonio para el libro de los Hechos.
El texto griego de este es una representación del tipo textual alejandrino. Aland lo atribuyó como un "texto estricto", y lo ubicó en Categoría I.
En Hechos 12:25 se lee εξ Ιερουσαλημ (de Jerusalén) junto con el A, 33, 69, 630, 2127; en la mayoría se lee εις Ιερουσαλημ (a Jerusalén);
No contiene Hechos 15:34 como los códices Sinaítico, Alejandrino, Vaticano, E, Ψ, Byz.
En Hechos 20:28 se lee του κυριου (de el Señor) — A C* D E Ψ 33 36 453 945 1739 1891, sustituye en el alejandrino του Θεου (de el Dios), o el Byzantino του κυριου και του Θεου (de el Señor o Dios).
En Hechos 27:16 — καυδα (nombre de isla), esta lectura es únicamente compatible con el Vaticano, 1175, Versión en latín-antiguo, Vulgata, y Peshitta.
Ubicación actual
Actualmente se encuentra en la Biblioteca Bodmeriana (P. Bodmer XVII) en Cologny.

## Para leer más
- Rudolf Kasser, Papyrus Bodmer XVII: Actes des Apôtres, Epîtres de Jacques, Pierre, Jean et Jude (Cologny/Geneva: 1961).